# بيلي تايلور (لاعب كرة قاعدة أمريكي)
بيلي تايلور (بالإنجليزية: Billy Taylor)‏ هو لاعب كرة قاعدة أمريكي، ولد في 16 أكتوبر 1961 في مونتيسيلو في الولايات المتحدة.

## وصلات خارجية
- بيلي تايلور (لاعب كرة قاعدة أمريكي) على موقعبيزبول رفرنس.كوم (الدوري الرئيسي) (الإنجليزية)
- بيلي تايلور (لاعب كرة قاعدة أمريكي) على موقعبيزبول رفرنس.كوم (الدوري الثانوي) (الإنجليزية)